# Ерањи
Ерањи (фр. Eragny) насеље је и општина у Француској у региону Париски регион, у департману Долина Оазе која припада префектури Понтоаз.
По подацима из 2011. године у општини је живело 16.912 становника, а густина насељености је износила 3583,05 становника/km². Општина се простире на површини од 4,72 km². Налази се на средњој надморској висини од 52 метара (максималној 56 m, а минималној 22 m).

## Демографија
| 1962. | 1968. | 1975. | 1982.  | 1990.  | 1999.  | 2011.  |
| ----- | ----- | ----- | ------ | ------ | ------ | ------ |
| 2.837 | 3.638 | 3 638 | 15 034 | 16.941 | 15.568 | 16.912 |

График промене броја становника у току последњих година